# Plinia peroblata
Plinia peroblata là một loài thực vật có hoa trong Họ Đào kim nương. Loài này được (Lundell) Lundell miêu tả khoa học đầu tiên năm 1965.